# Polystichum braunii
Polystichum braunii là một loài thực vật có mạch trong họ Dryopteridaceae. Loài này được (Spenn.) Fée miêu tả khoa học đầu tiên năm 1852.

## Hình ảnh

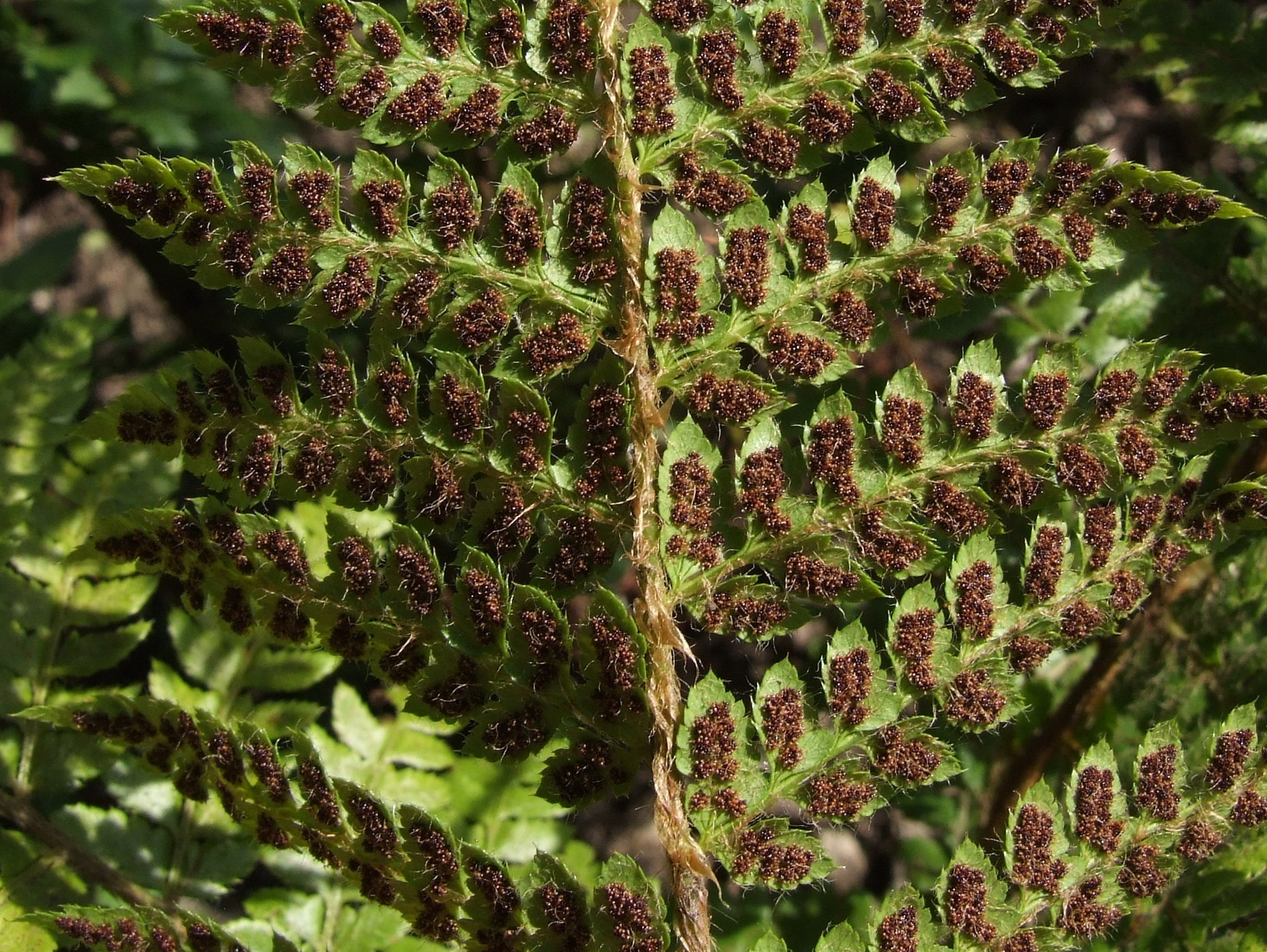
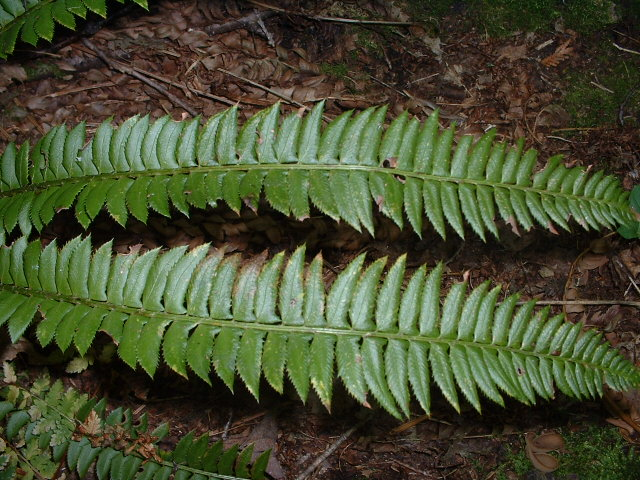
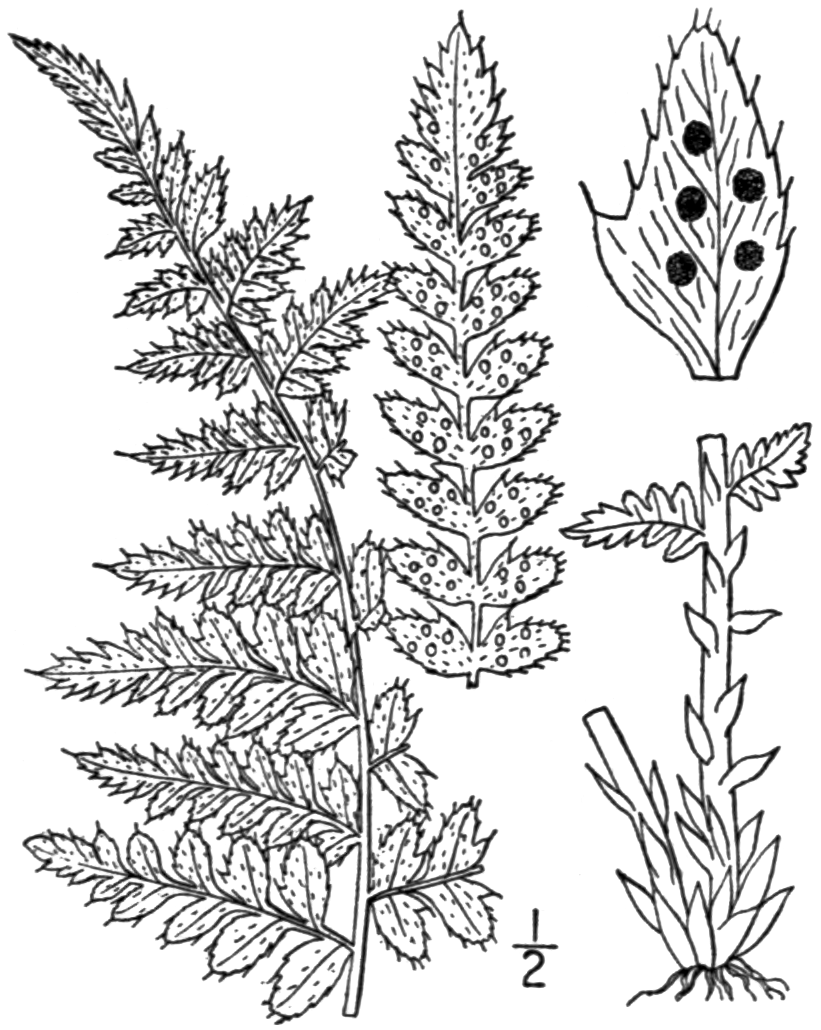